# Liste der Spiele von Nintendo Entertainment Analysis & Development
Diese Liste stellt die von Nintendo Entertainment Analysis & Development (Nintendo EAD) entwickelten Spiele tabellarisch dar. Die Liste ist in die verschiedenen Phasen von Nintendo EAD aufgeteilt: 1983 wurde Nintendo EAD unter dem Namen Nintendo Research & Development 4 (Nintendo R&D4) gegründet. 1990 wurde Nintendo R&D4 in Nintendo EAD umbenannt. 2004 folgte eine große Umstrukturierung von Nintendos Entwicklungsstudios, unter denen auch Nintendo EAD war. Im September 2015 fusionierte Nintendo EAD mit Nintendo Software Planning & Development (Nintendo SPD) zu Nintendo Entertainment Planning & Development (Nintendo EPD).
Die erste Spalte enthält den Namen des Spiels. Unter Erscheinungsdatum ist der genaue Termin, an dem das Spiel herausgekommen ist, aufgelistet, getrennt nach Japan-(JP), Nordamerika-(NA) sowie Europa-(EU)-Veröffentlichung. Das Land, in dem das Spiel als erstes veröffentlicht wurde, ist zur besseren Übersicht markiert. Die Spalte Plattform nennt die Konsole/-n, für die das Spiel in seiner Originalfassung erschien. Die folgenden drei Spalten geben Informationen über wichtige Personen, die an der Entwicklung mitwirkten: Zunächst der Produzent, der in der Regel identisch mit dem Abteilungs- beziehungsweise Gruppenleiter ist, der Direktor sowie der Komponist. Wie oft das jeweilige Spiel verkauft wurde, entnimmt man der Spalte Verkaufte Einheiten (in Mio.); den Daten zugrunde liegt die Website VGChartz.com mit Stand März 2012. Diese Spalte soll Anhaltspunkte über kommerziellen Erfolg der EAD-Werke geben, während die folgende Spalte, Metascore, Informationen über die Bewertung des Spiels durch Kritiker enthält. Die angegebene Zahl steht für den Metascore, dem Durchschnittswert einer Reihe ausgewählter internationaler Publikationen, der von der Webseite Metacritic generiert wurde. Der höchstmögliche Metascore beträgt 100 Punkte. In der letzten Spalte befinden sich eventuelle zusätzliche Bemerkungen.

## 1983–1990: R&D4
| Name                                    | Erscheinungs- jahr (JP) (NA) (EU) | Original- plattform                | Produzent        | Direktor                            | Komponist                   | Verkaufte Einheiten (in Mio.) | Metascore | Bemerkungen |
| --------------------------------------- | --------------------------------- | ---------------------------------- | ---------------- | ----------------------------------- | --------------------------- | ----------------------------- | --------- | --- |
| Mario Bros.                             | 1983                              | Arcade                             | ?                | ?                                   | Yukio Kaneoka               | ?                             | -         | Entwickelt unter R&D1 |
| Devil World                             | (JP) 1984 (EU) 1987               | Famicom, NES                       | Shigeru Miyamoto | Shigeru Miyamoto                    | Koji Kondo, Akito Nakatsuka | ?                             | -         | Miyamotos einziges nicht in den USA veröffentlichtes Spiel; zusammen mit HAL Laboratory entwickelt.                          |
| Excitebike                              | (JP) 1984 (NA) 1985 (EU) 1986     | Famicom, NES                       | Shigeru Miyamoto | Shigeru Miyamoto                    | Akito Nakatsuka             | 4,16                          | -         | Zusammen mit SRD entwickelt.                                                                                                 |
| Ice Climber                             | (JP) 1985 (NA) 1985 (EU) 1986     | Famicom, NES                       | Shigeru Miyamoto | Kenji Miki                          | Akito Nakatsuka             | 1,50                          | -         | Portierung eines Arcade-Spiels von 1984, Zusammen mit SRD entwickelt.                                                        |
| Kung-Fu                                 | (JP) 1985 (NA) 1985               | Famicom, NES                       | Shigeru Miyamoto | Shigeru Miyamoto                    | ?                           | ?                             | -         | Portierung, Zusammen mit SRD entwickelt.                                                                                     |
| Super Mario Bros.                       | (JP) 1985 (NA) 1986 (EU) 1987     | Famicom, NES                       | Shigeru Miyamoto | Shigeru Miyamoto                    | Koji Kondo                  | 40,24                         | -         | Zusammen mit SRD entwickelt.                                                                                                 |
| The Legend of Zelda                     | (JP) 1986 (NA) 1987 (EU) 1987     | Famicom Disk System, NES           | Shigeru Miyamoto | Shigeru Miyamoto, Takashi Tezuka    | Koji Kondo                  | 6,51                          | -         | Zusammen mit SRD entwickelt.                                                                                                 |
| Nazo no Murasame Jō                     | (JP) 1986                         | Famicom Disk System                | Keizo Kato       | Minoru Maeda                        | Koji Kondo                  | ?                             | -         | Nie außerhalb Japans veröffentlicht, Zusammen mit Pax Softnica entwickelt.                                                   |
| Super Mario Bros.: The Lost Levels      | (JP) 1986 (NA) 1993 (EU) 1993     | Famicom Disk System, SNES (NA, EU) | Shigeru Miyamoto | Takashi Tezuka                      | Koji Kondo                  | 2,65                          | -         | In Japan Super Mario Bros. 2, später außerhalb Japans als The Lost Levels wiederveröffentlicht, Zusammen mit SRD entwickelt. |
| Yume Kōjō: Doki Doki Panic              | (JP) 1987                         | Famicom Disk System                | Shigeru Miyamoto | Kensuke Tanabe                      | Koji Kondo                  | ?                             | -         | Figuren des Spiels stammen vom Fuji Television Network, Zusammen mit SRD entwickelt.                                         |
| Super Mario Bros. 2                     | (JP) 1992 (NA) 1988 (EU) 1989     | Famicom Disk System, NES           | Shigeru Miyamoto | Kensuke Tanabe                      | Koji Kondo                  | 7,46                          | -         | Überarbeitete Fassung von Yume Kōjō: Doki Doki Panic                                                                         |
| Zelda II: The Adventure of Link         | (JP) 1987 (NA) 1988 (EU) 1989     | Famicom Disk System, NES           | Shigeru Miyamoto | Tadashi Sugiyama, Yasuhisa Yamamura | Akito Nakatsuka             | 4,36                          | -         | Zusammen mit SRD entwickelt.                                                                                                 |
| Famicom Mukashibanashi: Shin Onigashima | (JP) 1987                         | Famicom Disk System                | Tatsuya Hishida  | Tatsuya Hishida                     | Koji Kondo, Taro Bando      | ?                             | -         | Zusammen mit Pax Softnica entwickelt.                                                                                        |
| Famicom Grand Prix: F1 Race             | (JP) 1987                         | Famicom Disk System                | Shigeru Miyamoto | ?                                   | ?                           | ?                             | -         | Programmiert von einer unbekannten Firma.                                                                                    |
| Ice Hockey                              | (JP) 1988 (NA) 1988 (EU) 1988     | Famicom Disk System, NES           | Shigeru Miyamoto | Hideki Konno                        | Soyo Oka                    | 2,42                          | -         | Zusammen mit Nintendo R&D3 und Pax Softnica entwickelt.                                                                      |
| Famicom Grand Prix II: 3D Hot Rally     | (JP) 1988                         | Famicom Disk System                | Shigeru Miyamoto | Kazunobu Shimizu, Tatsuya Hishida   | Hideki Kanazashi, Soyo Oka  | ?                             | -         | Zusammen mit HAL Laboratory entwickelt.                                                                                      |
| Super Mario Bros. 3                     | (JP) 1988 (NA) 1990 (EU) 1991     | Famicom, NES                       | Shigeru Miyamoto | Takashi Tezuka                      | Koji Kondo                  | 17,28                         | -         | Zusammen mit SRD entwickelt.                                                                                                 |
| VS. ExciteBike                          | (JP) 1988                         | Famicom Disk System                | Shigeru Miyamoto | ?                                   | Soyo Oka                    | ?                             | -         | Zusammen mit Pax Softnica entwickelt.                                                                                        |
| Famicom Mukashibanashi: Yuyuki          | (JP) 1989                         | Famicom Disk System                | Shigeru Miyamoto | Tatsuya Hishida                     | Soyo Oka                    | ?                             | -         | Zusammen mit Pax Softnica entwickelt.                                                                                        |

## 1990–2004: EAD
| Name                                      | Erscheinungs- jahr (JP) (NA) (EU) | Original- plattform         | Produzent                                                            | Direktor                                                       | Komponist                                                   | Verkaufte Einheiten (in Mio.) | Metascore | Bemerkungen                                                                        |
| ----------------------------------------- | --------------------------------- | --------------------------- | -------------------------------------------------------------------- | -------------------------------------------------------------- | ----------------------------------------------------------- | ----------------------------- | --------- | ---------------------------------------------------------------------------------- |
| Super Mario World                         | (JP) 1990 (NA) 1991 (EU) 1992     | SNES                        | Shigeru Miyamoto                                                     | Takashi Tezuka                                                 | Koji Kondo                                                  | 20,61                         | -         | Zusammen mit SRD entwickelt.                                                       |
| F-Zero                                    | (JP) 1990 (NA) 1991 (EU) 1992     | SNES                        | Shigeru Miyamoto                                                     | Kazunobu Shimizu                                               | Yukio Kaneoka, Yumiko Kanki, Naoto Ishida                   | 2,85                          | -         |                                                                                    |
| Pilotwings                                | (JP) 1990 (NA) 1991 (EU) 1992     | SNES                        | Shigeru Miyamoto                                                     | Tadashi Sugiyama                                               | Soyo Oka, Koji Kondo                                        | 1,14                          | -         |                                                                                    |
| SimCity                                   | (JP) 1991 (NA) 1991 (EU) 1992     | SNES                        | Shigeru Miyamoto                                                     | Tadashi Sugiyama, Hideki Konno                                 | Soyo Oka, Koji Kondo                                        | 1,98                          | -         | Zusammen mit Intelligent Systems entwickelt.                                       |
| Time Twist: Rekishi no Katasumi de...     | (JP) 1991                         | Famicom Disk System         | Tatsuya Hishida                                                      | Keiji Terui                                                    | Hajime Hirasawa                                             | -                             | -         | Zusammen mit Pax Softnica entwickelt.                                              |
| The Legend of Zelda: A Link to the Past   | (JP) 1991 (NA) 1992 (EU) 1992     | SNES                        | Shigeru Miyamoto                                                     | Takashi Tezuka                                                 | Koji Kondo                                                  | 4,61                          | -         | Zusammen mit SRD entwickelt.                                                       |
| Wave Race                                 | (NA) 1992 (EU) 1997               | Game Boy                    | Shigeru Miyamoto                                                     | Masayuki Kameyama                                              | Taisuke Araki                                               | ?                             | -         | Zusammen mit Pax Softnica entwickelt.                                              |
| Super Mario Kart                          | (JP) 1992 (NA) 1993 (EU) 1993     | SNES                        | Shigeru Miyamoto                                                     | Tadashi Sugiyama, Hideki Konno                                 | Soyo Oka                                                    | 8,76                          | -         |                                                                                    |
| Super Mario All-Stars                     | (JP) 1993 (NA) 1993 (EU) 1993     | SNES                        | Shigeru Miyamoto                                                     | Takashi Tezuka                                                 | Koji Kondo, Soyo Oka                                        | 10,55                         | -         | Zusammen mit SRD entwickelt.                                                       |
| StarWing                                  | (JP) 1993 (NA) 1993 (EU) 1993     | SNES                        | Shigeru Miyamoto                                                     | Katsuya Eguchi                                                 | Hajime Hirasawa                                             | 2,99                          | -         | Zusammen mit Argonaut Games entwickelt. Außerhalb Europas als Star Fox erschienen. |
| The Legend of Zelda: Link’s Awakening     | (JP) 1993 (NA) 1993 (EU) 1993     | Game Boy                    | Shigeru Miyamoto                                                     | Takashi Tezuka                                                 | Kazumi Totaka, Minako Hamano, Kozue Ishikawa                | 3,83                          | -         | Zusammen mit SRD entwickelt.                                                       |
| Donkey Kong                               | (JP) 1994 (NA) 1994 (EU) 1994     | Game Boy                    | Shigeru Miyamoto                                                     | Masayuki Kameyama, Takao Shimizu                               | Taisuke Araki                                               | 3,07                          | -         | Zusammen mit Pax Softnica entwickelt.                                              |
| Stunt Race FX                             | (JP) 1994 (NA) 1994 (EU) 1994     | SNES                        | Shigeru Miyamoto                                                     | Tatsuya Hishida                                                | Shinobu Amayake                                             | 0,35                          | -         | Zusammen mit Argonaut Games.                                                       |
| Super Mario World 2: Yoshi’s Island       | (JP) 1995 (NA) 1995 (EU) 1995     | SNES                        | Shigeru Miyamoto                                                     | Takashi Tezuka, Toshihiko Nakago, Shigefumi Hino, Hideki Konno | Koji Kondo                                                  | 4,12                          | -         | Zusammen mit SRD entwickelt.                                                       |
| Kirby's Dream Course                      | (JP) 1994 (NA) 1995 (EU) 1995     | SNES                        | Shigeru Miyamoto, Satoru Iwata                                       | Takashi Saito                                                  | Hirokazu Ando                                               | 0,59                          | -         | Zusammen mit HAL Laboratory entwickelt.                                            |
| Mole Mania                                | (JP) 1996 (NA) 1997 (EU) 1997     | Game Boy                    | Shigeru Miyamoto                                                     | Masayuki Kameyama                                              | Taro Bando                                                  | ?                             | -         | Zusammen mit Pax Softnica entwickelt.                                              |
| Super Mario 64                            | (JP) 1996 (NA) 1996 (EU) 1997     | N64                         | Shigeru Miyamoto                                                     | Shigeru Miyamoto                                               | Koji Kondo                                                  | 11,89                         | 94        | Zusammen mit SRD entwickelt.                                                       |
| Pilotwings 64                             | (JP) 1996 (NA) 1996 (EU) 1997     | N64                         | Shigeru Miyamoto, Genyo Takeda                                       | Makoto Wada                                                    | Dan Hess                                                    | 1,12                          | 80        | Zusammen mit Paradigm Entertainment und Nintendo IRD entwickelt.                   |
| Wave Race 64                              | (JP) 1996 (NA) 1996 (EU) 1997     | N64                         | Shigeru Miyamoto                                                     | Katsuya Eguchi, Shinya Takahashi                               | Kazumi Totaka                                               | 2,94                          | 92        |                                                                                    |
| Mario Kart 64                             | (JP) 1996 (NA) 1996 (EU) 1997     | N64                         | Shigeru Miyamoto                                                     | Hideki Konno                                                   | Kenta Nagata                                                | 9,87                          | 83        |                                                                                    |
| Lylat Wars                                | (JP) 1997 (NA) 1997 (EU) 1997     | N64                         | Shigeru Miyamoto                                                     | Takao Shimizu                                                  | Koji Kondo, Hajime Wakai                                    | 4,03                          | 88        | Zusammen mit SRD entwickelt. Außerhalb Europas als Star Fox 64 erschienen.         |
| Yoshi’s Story                             | (JP) 1997 (NA) 1998 (EU) 1998     | N64                         | Takashi Tezuka                                                       | Hideki Konno                                                   | Kazumi Totaka                                               | 2,85                          | 65        | Zusammen mit SRD entwickelt.                                                       |
| F-Zero X                                  | (JP) 1998 (NA) 1998 (EU) 1998     | N64                         | Shigeru Miyamoto                                                     | Tadashi Sugiyama                                               | Taro Bando, Hajime Wakai                                    | 1,10                          | 85        |                                                                                    |
| The Legend of Zelda: Ocarina of Time      | (JP) 1998 (NA) 1998 (EU) 1998     | N64                         | Shigeru Miyamoto                                                     | Toru Osawa, Yoichi Yamada, Eiji Aonuma, Yoshiaki Koizumi       | Koji Kondo                                                  | 7,60                          | 99        | Zusammen mit SRD entwickelt.                                                       |
| 1080° Snowboarding                        | (JP) 1998 (NA) 1998 (EU) 1998     | N64                         | Shigeru Miyamoto                                                     | Masamichi Abe, Mitsuhiro Takano                                | Kenta Nagata                                                | 2,03                          | 70        |                                                                                    |
| Pokémon Stadium                           | (JP) 1998                         | N64                         | Shigeru Miyamoto, Kenji Miki, Tsunekazu Ishihara, Satoru Iwata       | Takao Shimizu                                                  | Kenta Nagata, Toru Minegishi, Mitsuhiro Hikino              | ?                             | -         | Entwickelt mit HAL Laboratory, nicht außerhalb Japans erschienen.                  |
| Pokémon Stadium 2 (JP) / Pokémon Stadium  | (JP) 1999 (NA) 2000 (EU) 2000     | N64                         | Kenji Miki, Tsunekazu Ishihara, Satoru Iwata, Shigeru Miyamoto       | Takao Shimizu                                                  | Hajime Wakai, Kenta Nagata, Toru Minegishi                  | 5,45                          | -         | Außerhalb Japans Pokémon Stadium.                                                  |
| Mario Artist: Paint Studio                | (JP) 1999                         | N64 DD                      | Takao Sawano                                                         | Hirofumi Matsuoka                                              | Chris Jojo, Martin Goodall, Suddi Raval, Kazumi Totaka      | ?                             | -         | Zusammen mit Software Creations entwickelt.                                        |
| Mario Artist: Communication Kit           | (JP) 2000                         | N64 DD                      | Takao Sawano                                                         | Kazunobu Eri                                                   | Hideaki Shimizu                                             | ?                             | -         |                                                                                    |
| Mario Artist: Polygon Studio              | (JP) 2000                         | N64 DD                      | Takao Sawano                                                         | Hirofumi Matsuoka                                              | Kazumi Totaka                                               | ?                             | -         | Zusammen mit Nichimen Graphics entwickelt.                                         |
| Mario Artist: Talent Studio               | (JP) 2000                         | N64 DD                      | Takao Sawano                                                         | Hiroyuki Kimura                                                | Kazumi Totaka, Kenta Nagata, Toru Minegishi                 | ?                             | -         |                                                                                    |
| F-Zero X Expansion Kit                    | (JP) 2000                         | N64 DD                      | Shigeru Miyamoto                                                     | Tadashi Sugiyama                                               | Taro Bando, Hajime Wakai                                    | ?                             | -         | Erweitert das ursprüngliche F-Zero X.                                              |
| The Legend of Zelda: Majora’s Mask        | (JP) 2000 (NA) 2000 (EU) 2000     | N64                         | Shigeru Miyamoto                                                     | Eiji Aonuma, Yoshiaki Koizumi                                  | Koji Kondo, Toru Minegishi                                  | 3,36                          | 95        | Zusammen mit SRD entwickelt.                                                       |
| Pokémon Stadium 3 (JP)/ Pokémon Stadium 2 | (JP) 2000 (NA) 2001 (EU) 2001     | N64                         | Kenji Miki, Tsunekazu Ishihara, Satoru Iwata, Shigeru Miyamoto       | Takao Shimizu                                                  | Kenta Nagata                                                | 2,73                          | 78        | Pokémon Stadium 3 oder Pokémon Stadium Kin Gin in Japan                            |
| Super Mario Advance                       | (JP) 2001 (NA) 2001 (EU) 2001     | Game Boy Advance            | Shigeru Miyamoto                                                     | Toshiaki Suzuki                                                | Masami Yone                                                 | 5,49                          | 84        | Zusammen mit SRD entwickelt.                                                       |
| Super Mario Advance 2                     | (JP) 2001 (NA) 2002 (EU) 2002     | Game Boy Advance            | Shigeru Miyamoto                                                     | Hiroyuki Kimura                                                | Yasushi Ida, Taiju Susuki                                   | 5,46                          | 92        | Zusammen mit SRD entwickelt.                                                       |
| Luigi’s Mansion                           | (JP) 2001 (NA) 2001 (EU) 2002     | NGC                         | Shigeru Miyamoto, Takashi Tezuka                                     | Hideki Konno                                                   | Kazumi Totaka, Shinobu Tanaka                               | 3,60                          | 78        |                                                                                    |
| Pikmin                                    | (JP) 2001 (NA) 2001 (EU) 2002     | NGC                         | Shigeru Miyamoto                                                     | Shigefumi Hino, Masamishi Abe                                  | Hajime Wakai                                                | 1,63                          | 89        |                                                                                    |
| Animal Crossing                           | (JP)2001 (NA) 2002 (EU) 2004      | N64 (JAP), NGC (JP, NA, EU) | Takashi Tezuka                                                       | Katsuya Eguchi, Hisashi Nogami                                 | Kazumi Totaka, Shinobu Tanaka, Kenta Nagata, Toru Minegishi | 3,15                          | 87        | Zusammen mit SRD entwickelt.                                                       |
| Super Mario Sunshine                      | (JP) 2002 (NA) 2002 (EU) 2002     | NGC                         | Shigeru Miyamoto, Takashi Tezuka                                     | Yoshiaki Koizumi, Kenta Usui                                   | Koji Kondo, Shinobu Tanaka                                  | 6,31                          | 92        |                                                                                    |
| Super Mario Advance 3                     | (JP) 2002 (NA) 2002 (EU) 2002     | Game Boy Advance            | Takashi Tezuka                                                       | Hiroyuki Kimura                                                | Taiju Susuki                                                | 2,91                          | 94        | Zusammen mit SRD entwickelt.                                                       |
| The Legend of Zelda: The Wind Waker       | (JP) 2002 (NA) 2003 (EU) 2003     | NGC                         | Shigeru Miyamoto, Takashi Tezuka                                     | Eiji Aonuma                                                    | Kenta Nagata, Hajime Wakai, Toru Minegishi, Koji Kondo      | 4,60                          | 96        | Zusammen mit SRD entwickelt.                                                       |
| Pokémon Box                               | (JP) 2003 (NA) 2004               | NGC                         | Shigeru Miyamoto, Kenji Miki, Hiroaki Tsuru                          | Tatsuya Hishida, Kenta Usui, Junichi Masuda                    | Kenta Nagata, Tōru Asakawa                                  | 0,28                          | -         | Zusammen mit GameFreak entwickelt.                                                 |
| Super Mario Advance 4                     | (JP) 2003 (NA) 2003 (EU) 2003     | Game Boy Advance            | Takashi Tezuka                                                       | Hiroyuki Kimura                                                | Taiju Susuki                                                | 5,20                          | 91        | Zusammen mit SRD entwickelt.                                                       |
| Mario Kart: Double Dash!!                 | (JP) 2003 (NA) 2003 (EU) 2003     | NGC                         | Shigeru Miyamoto, Tadashi Sugiyama, Shinya Takahashi, Takashi Tezuka | Kiyoshi Mizuki, Yasuyuki Oyagi, Futoshi Shirai, Daiji Imai     | Shinobu Tanaka, Kenta Nagata                                | 6,95                          | 87        |                                                                                    |
| Pac-Man Vs.                               | (NA) 2003 (EU) 2004               | NGC                         | ?                                                                    | ?                                                              | ?                                                           | ?                             | 78        | Wurde nie in Japan veröffentlicht                                                  |
| Pikmin 2                                  | 2004                              | NGC                         | Shigeru Miyamoto, Takashi Tezuka                                     | Shigefumi Hino, Masamishi Abe                                  | Hajime Wakai                                                | 1,20                          | 90        |                                                                                    |
| Super Mario 64 DS                         | 2004                              | NDS                         | Shigeru Miyamoto                                                     | Shinichi Ikematsu                                              | Koji Kondo, Kenta Nagata                                    | 9,57                          | 85        | Zusammen mit SRD entwickelt.                                                       |

## 2004–2015: Neustrukturiertes EAD
Die vierte Spalte Gruppe nennt in der folgenden Tabelle die EAD-Abteilung, die für das Spiel verantwortlich zeichnete.
| Name                                                 | Erscheinungs- jahr (J) (NA) (EU)    | Original- plattform | Gruppe                                                    | Produzent                                          | Direktor                                            | Komponist                                                                     | Verkaufte Einheiten (in Mio.) | Metascore | Bemerkungen                                                         |
| ---------------------------------------------------- | ----------------------------------- | ------------------- | --------------------------------------------------------- | -------------------------------------------------- | --------------------------------------------------- | ----------------------------------------------------------------------------- | ----------------------------- | --------- | ------------------------------------------------------------------- |
| The Legend of Zelda: Four Swords Adventures          | (JP) 2004 (NA) 2004 (EU) 2005       | NGC                 | Software-Entwicklungsgruppe 3                             | Eiji Aonuma, Shigeru Miyamoto                      | Toshiaki Suzuki                                     | Asuka Ota, Koji Kondo                                                         | 0,81                          | 86        | Zusammen mit SRD entwickelt.                                        |
| Yoshi Touch & Go                                     | (JP) 2005 (NA) 2005 (EU) 2005       | NDS                 | Software-Entwicklungsgruppe 4                             | Takashi Tezuka                                     | Hiroyuki Kimura                                     | Toru Minegishi, Asuka Ota                                                     | 0,58                          | 73        |                                                                     |
| Big Brain Academy                                    | (JP) 2005 (NA) 2006 (EU) 2006       | NDS                 | Software-Entwicklungsgruppe 4                             | Hiroyuki Kimura                                    | Tomoaki Yoshinobu                                   | Kenta Nagata                                                                  | 6,53                          | 74        |                                                                     |
| Nintendogs                                           | (JP) 2005 (NA) 2005 (EU) 2005       | NDS                 | Software-Entwicklungsgruppe 1                             | Hideki Konno, Shigeru Miyamoto                     | Kiyoshi Mizuki                                      | Hajime Wakai                                                                  | 24,37                         | 83        |                                                                     |
| Mario Kart DS                                        | (JP) 2005 (NA) 2005 (EU) 2005       | NDS                 | Software-Entwicklungsgruppe 1                             | Hideki Konno, Shigeru Miyamoto                     | Makoto Wada                                         | Shinobu Tanaka                                                                | 21,78                         | 91        |                                                                     |
| Animal Crossing: Wild World                          | (JP) 2005 (NA) 2005 (EU) 2006       | NDS                 | Software-Entwicklungsgruppe 2                             | Katsuya Eguchi, Takashi Tezuka                     | Hisashi Nogami                                      | Kazumi Totaka                                                                 | 11,75                         | 86        | Zusammen mit SRD entwickelt.                                        |
| New Super Mario Bros.                                | (JP) 2006 (NA) 2006 (EU) 2006       | NDS                 | Software-Entwicklungsgruppe 4                             | Hiroyuki Kimura, Takashi Tezuka                    | Shigeyuki Asuke                                     | Asuka Ota, Hajime Wakai, Koji Kondo                                           | 28,14                         | 89        | Zusammen mit SRD entwickelt.                                        |
| Star Fox Command                                     | (JP) 2006 (NA) 2006 (EU) 2006       | DS                  | Software-Entwicklungsgruppe 2                             | Takaya Imamura                                     | Dylan Cuthbert                                      | Hajime Wakai                                                                  | 0,51                          | 76        | Zusammen mit Q-Games entwickelt.                                    |
| The Legend of Zelda: Twilight Princess               | (JP) 2006 (NA) 2006 (EU) 2006       | NGC, Wii            | Software-Entwicklungsgruppe 3                             | Shigeru Miyamoto                                   | Eiji Aonuma                                         | Koji Kondo, Toru Minegishi, Asuka Ota                                         | 8,04                          | 95        | Zusammen mit SRD entwickelt.                                        |
| Wii Sports                                           | (JP) 2006 (NA) 2006 (EU) 2006       | Wii                 | Software-Entwicklungsgruppe 2                             | Katsuya Eguchi, Kiyoshi Mizuki, Shigeru Miyamoto   | Keizo Ohta, Takayuki Shimamura, Yoshikazu Yamashita | Kazumi Totaka                                                                 | 78,75                         | 76        |                                                                     |
| Wii Play                                             | (JP) 2006 (NA) 2007 (EU) 2006       | Wii                 | Software-Entwicklungsgruppe 2                             | Katsuya Eguchi                                     | Motoi Okamoto                                       | Shinobu Tanaka, Ryo Nagamastsu                                                | 28,53                         | 58        |                                                                     |
| Big Brain Academy: Wii Degree                        | (JP) 2007 (NA) 2007 (EU) 2007       | Wii                 | Software-Entwicklungsgruppe 4                             | Hiroyuki Kimura                                    | Tomoaki Yoshinobu                                   | Ryo Nagamatsu                                                                 | 3,70                          | 68        |                                                                     |
| The Legend of Zelda: Phantom Hourglass               | (JP) 2007 (NA) 2007 (EU) 2007       | NDS                 | Software-Entwicklungsgruppe 3                             | Eiji Aonuma, Shigeru Miyamoto                      | Daiki Iwamoto                                       | Kenta Nagata, Toru Minegishi                                                  | 4,92                          | 90        | Zusammen mit SRD entwickelt.                                        |
| Super Mario Galaxy                                   | (JP) 2007 (NA) 2007 (EU) 2007       | Wii                 | Tokio-Entwicklungsgruppe 1                                | Shigeru Miyamoto, Takao Shimizu                    | Yoshiaki Koizumi                                    | Mahito Yokota, Koji Kondo                                                     | 10,02                         | 97        |                                                                     |
| Link’s Crossbow Training                             | (JP) 2008 (NA) 2007 (EU) 2007       | Wii                 | Software-Entwicklungsgruppe 3                             | Eiji Aonuma                                        | Makoto Miyanaga                                     | Kenta Nagata                                                                  | 4,93                          | 68        | Zusammen mit SRD entwickelt.                                        |
| Wii Fit                                              | (JP) 2007 (NA) 2008 (EU) 2008       | Wii                 | Software-Entwicklungsgruppe 5                             | Tadashi Sugiyama, Shigeru Miyamoto, Takao Sawano   | Hiroshi Matsunaga                                   | Toru Minegishi, Manaka Tominaga, Shiho Fujii                                  | 22,70                         | 80        | Zusammen mit SRD entwickelt.                                        |
| Mario Kart Wii                                       | (JP) 2008 (NA) 2008 (EU) 2008       | Wii                 | Software-Entwicklungsgruppe 1                             | Hideki Konno, Shigeru Miyamoto                     | Yasuyuki Oyagi                                      | Asuka Ota, Ryo Nagamatsu                                                      | 31,77                         | 82        |                                                                     |
| Wii Music                                            | (JP) 2008 (NA) 2008 (EU) 2008       | Wii                 | Software-Entwicklungsgruppe 2                             | Takashi Tezuka, Katsuya Eguchi                     | Kazumi Totaka                                       | Kenta Nagata, Toru Minegishi, Mahito Yokota                                   | 3,15                          | 63        |                                                                     |
| Animal Crossing: City Folk                           | (JP) 2008 (NA) 2008 (EU) 2008       | Wii                 | Software-Entwicklungsgruppe 2                             | Katsuya Eguchi                                     | Hisashi Nogami                                      | Manaka Tominaga, Shiho Fujii                                                  | 4,31                          | 73        | Zusammen mit SRD entwickelt.                                        |
| Flipnote Studio                                      | (JP) 2008 (NA) 2009 (EU) 2009       | NDSi                | Tokio-Entwicklungsgruppe 2                                | Yoshiaki Koizumi, Takashi Tezuka                   | Hideaki Shimizu, Yoshiaki Koizumi                   | ?                                                                             | ?                             | 93        |                                                                     |
| New Play Control! Donkey Kong Jungle Beat            | (JP) 2008 (NA) 2009 (EU) 2009       | Wii                 | Tokio-Entwicklungsgruppe 2                                | Yoshiaki Koizumi                                   | Futoshi Shirai                                      | Mahito Yokota                                                                 | 0,58                          | 78        |                                                                     |
| New Play Control! Pikmin                             | (JP) 2008 (NA) 2009 (EU) 2009       | Wii                 | Software-Entwicklungsgruppe 4                             | Hiroyuki Kimura                                    | Shigefumi Hino                                      | Hajime Wakai                                                                  | 0,56                          | 77        |                                                                     |
| New Play Control! Pikmin 2                           | (JP) 2009 (EU) 2009                 | Wii                 | Software-Entwicklungsgruppe 4                             | Hiroyuki Kimura                                    | Shigefumi Hino                                      | Hajime Wakai                                                                  | 0,31                          | -         |                                                                     |
| Wii Sports Resort                                    | (JP) 2009 (NA) 2009 (EU) 2009       | Wii                 | Software-Entwicklungsgruppe 2                             | Katsuya Eguchi                                     | Takayuki Shimamura, Yoshikazu Yamashita             | Ryo Nagamatsu                                                                 | 29,52                         | 80        |                                                                     |
| Wii Fit Plus                                         | (JP) 2009 (NA) 2009 (EU) 2009       | Wii                 | Software-Entwicklungsgruppe 5                             | Tadashi Sugiyama, Shigeru Miyamoto                 | Hiroshi Matsunaga                                   | Ryoji Yoshitomi, Asuka Ota                                                    | 20,32                         | 80        | Zusammen mit SRD entwickelt.                                        |
| New Super Mario Bros. Wii                            | (JP) 2009 (NA) 2009 (EU) 2009       | Wii                 | Software-Entwicklungsgruppe 4                             | Takashi Tezuka, Hiroyuki Kimura, Shigeru Miyamoto  | Shigeyuki Asuke                                     | Shiho Fujii, Ryo Nagamatsu, Kenta Nagata                                      | 25,23                         | 87        | Zusammen mit SRD entwickelt.                                        |
| The Legend of Zelda: Spirit Tracks                   | (JP) 2009 (NA) 2009 (EU) 2009       | NDS                 | Software-Entwicklungsgruppe 3                             | Shigeru Miyamoto, Eiji Aonuma                      | Daiki Iwamoto                                       | Toru Minegishi, Manaka Tominaga, Asuka Ota, Koji Kondo                        | 3,06                          | 87        | Zusammen mit SRD entwickelt.                                        |
| Super Mario Galaxy 2                                 | (JP) 2010 (NA) 2010 (EU) 2010       | Wii                 | Tokio-Entwicklungsgruppe 2                                | Yoshiaki Koizumi, Takashi Tezuka, Shigeru Miyamoto | Kōichi Hayashida                                    | Mahito Yokota, Ryo Nagamatsu, Koji Kondo                                      | 6,71                          | 97        |                                                                     |
| Jibun de Tsukuru Nintendo DS Guide                   | (JP) 2010                           | DSi                 | Tokio-Entwicklungsgruppe 1                                | Takao Shimizu                                      | ?                                                   | ?                                                                             | ?                             | -         |                                                                     |
| Nintendogs+Cats                                      | (JP) 2011 (NA) 2011 (EU) 2011       | 3DS                 | Software-Entwicklungsgruppe 1                             | Hideki Konno                                       | Yasuyuki Oyagi                                      | Asuka Hayazaki                                                                | 2,19                          | 71        |                                                                     |
| Steel Diver                                          | (JP) 2011 (NA) 2011 (EU) 2011       | 3DS                 | Software-Entwicklungsgruppe 5                             | Tadashi Sugiyama                                   | Takaya Imamura                                      | Atsuko Asahi, Toru Minegishi                                                  | 0,17                          | 58        | Zusammen mit Vitei entwickelt.                                      |
| The Legend of Zelda: Ocarina of Time 3D              | (JP) 2011 (NA) 2011 (EU) 2011       | 3DS                 | Software-Entwicklungsgruppe 3, Tokio-Entwicklungsgruppe 1 | Eiji Aonuma                                        | Shun Moriya, Hiroyuki Kuwata                        | Koji Kondo, Mahito Yokota, Takeshi Kama                                       | 2,58                          | 94        | Zusammen mit Grezzo entwickelt.                                     |
| The Legend of Zelda: Four Swords Anniversary Edition | 2011                                | NDSi, 3DS (eShop)   | Software-Entwicklungsgruppe 3, Tokio-Entwicklungsgruppe 1 |                                                    |                                                     |                                                                               | ?                             | 85        | Zusammen mit Grezzo entwickelt, Gratis-Download (bis Februar 2012). |
| Star Fox 64 3D                                       | (JP) 2011 (NA) 2011 (EU) 2011       | 3DS                 | Software-Entwicklungsgruppe 5                             | Tadashi Sugiyama                                   | Dylan Cuthbert                                      | Satomi Terui                                                                  | 0,60                          | 81        | Zusammen mit Q-Games entwickelt.                                    |
| Super Mario 3D Land                                  | (JP) 2011 (NA) 2011 (EU) 2011       | 3DS                 | Tokio-Entwicklungsgruppe 2                                | Yoshiaki Koizumi                                   | Koichi Hayashida                                    | Asuka Hayazaki, Mahito Yokota, Shigetoshi Gohara, Takeshi Hama, Yuya Takezawa | 5,62                          | 90        | Zusammen mit Brownie Brown entwickelt.                              |
| The Legend of Zelda: Skyward Sword                   | (JP) 2011 (NA) 2011 (EU) 2011       | Wii                 | Software-Entwicklungsgruppe 3                             | Eiji Aonuma                                        | Hidemaro Fujibayashi                                | Hajime Wakai, Shiho Fujii, Mahito Yokota, Takeshi Hama, Koji Kondo            | 3,17                          | 93        | Zusammen mit Monolith Soft entwickelt.                              |
| Mario Kart 7                                         | (JP) 2011 (NA) 2011 (EU) 2011       | 3DS                 | Software-Entwicklungsgruppe 1                             | Hideki Konno                                       | Kosuke Yabuki                                       | Kenta Nagata, Satomi Terui                                                    | 5,15                          | 85        | Zusammen mit Retro Studios entwickelt.                              |
| New Super Mario Bros. 2                              | (JP) 2012 (NA) 2012 (EU) 2012       | 3DS                 | Software-Entwicklungsgruppe 4                             | Hiroyuki Kimura, Takashi Tezuka                    | Yusuke Amano                                        | Kenta Nagata, Yuki Tsuji, Natsuko Yokoyama                                    |                               | 78        |                                                                     |
| Nintendo Land                                        | Ende 2012                           | Wii U               |                                                           |                                                    |                                                     |                                                                               |                               |           | Starttitel                                                          |
| New Super Mario Bros. U                              | Ende 2012                           | Wii U               | Entwicklungsgruppe 4                                      |                                                    |                                                     |                                                                               |                               |           | Starttitel                                                          |
| Animal Crossing: New Leaf                            | (JP) Herbst 2012 (US/EU) Mitte 2013 | 3DS                 | Entwicklungsgruppe 2                                      |                                                    |                                                     |                                                                               |                               |           |                                                                     |
| Pikmin 3                                             | 2013                                | Wii U               | Software-Entwicklungsgruppe 4                             |                                                    |                                                     |                                                                               |                               | 87        | Seit 2008, ursprünglich für Wii                                     |
| Wii Fit U                                            | 2013                                | Wii U               | Software-Entwicklungsgruppe 5                             |                                                    |                                                     |                                                                               |                               |           |                                                                     |
| Flipnote Studio 3D                                   | 2013                                | 3DS                 | Tokyo-Entwicklungsgruppe 2                                |                                                    |                                                     |                                                                               |                               |           |                                                                     |
| The Legend of Zelda: The Wind Waker HD               | 2013                                | Wii U               |                                                           | Eiji Aonuma                                        | Daiji Iwamoto                                       |                                                                               |                               |           |                                                                     |
| Super Mario 3D World                                 | 2013                                | Wii U               |                                                           | Shigeru Miyamoto, Takashi Tezuka, Yoshiaki Koizumi | Kōichi Hayashida, Kenta Motokura                    |                                                                               |                               |           |                                                                     |
| The Legend of Zelda: A Link Between Worlds           | 2013                                | Nintendo 3DS        |                                                           | Eiji Aonuma                                        | Hiromasa Shikata                                    |                                                                               |                               |           |                                                                     |
| NES Remix                                            | 2013                                | Wii U               |                                                           |                                                    |                                                     |                                                                               |                               |           |                                                                     |
| NES Remix 2                                          | 2014                                | Wii U               |                                                           |                                                    |                                                     |                                                                               |                               |           |                                                                     |
| Mario Kart 8                                         | 2014                                | Wii U               |                                                           | Hideki Konno                                       | Kosuke Yabuki                                       |                                                                               |                               |           |                                                                     |
| Captain Toad: Treasure Tracker                       | 2014                                | Wii U               |                                                           | Koichi Hayashida                                   | Kenta Motokura, Shinya Hiratake                     |                                                                               |                               |           |                                                                     |
| Splatoon                                             | 2015                                | Wii U               |                                                           | Hisashi Nogami                                     | Yusuke Amano, Tsubasa Sakaguchi                     |                                                                               |                               |           |                                                                     |
| Animal Crossing: Happy Home Designer                 | 2015                                | Nintendo 3DS        |                                                           | Hisashi Nogami, Aya Kyogoku                        | Isao Moro                                           |                                                                               |                               |           |                                                                     |
| Super Mario Maker                                    | 2015                                | Wii U               |                                                           | Takashi Tezuka                                     | Yosuke Oshino                                       |                                                                               |                               |           |                                                                     |